# Gedung Pancasila
Le Gedung Pancasila est un bâtiment historique situé à Jakarta, capitale de l'Indonésie. Son nom fait référence au Pancasila, terme employé par Soekarno le 1er juin 1945 dans un discours effectué dans le bâtiment. Le Pancasila est un concept philosophique servant de fondation à la république d'Indonésie. Construit au début des années 1830, le bâtiment est l'un des nombreux monuments coloniaux du XIXe siècle à Jakarta. Le Gedung Pancasila appartient actuellement au ministère des Affaires étrangères.

## Histoire

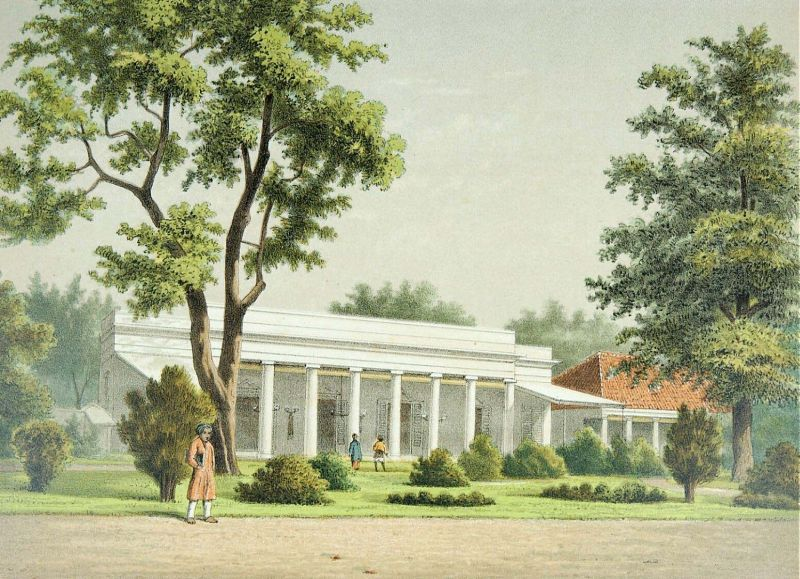
Le bâtiment à l'époque où il était la résidence de Hertog Bernhard, commandant dans l'Armée royale néerlandaise

Le bâtiment se trouvait à l'origine dans le quartier de Weltevreden sur une parcelle de terre acquise à l'origine par Cornelis Chastelein le 6 mars 1967 à l'est du bovenstad (la haute-ville) et qui maintenant se situe à l'est de la place Merdeka. Le bâtiment a été construit au début des années 1830 comme résidence pour Hertog Bernhard (1792-1862), un Allemand qui était par ailleurs commandant dans l'Armée royale néerlandaise. Le somptueux bâtiment a été conçu dans un style néoclassique des Indes orientales sur la rive est du Ciliwung. La parc adjacent et la rue Hertogspark (aussi appelée Jalan Pejambon) ont été nommés d'après lui.

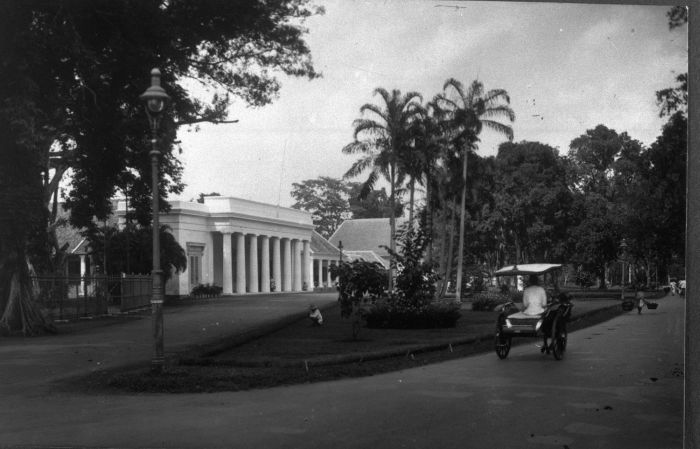
Le bâtiment à l'époque du Volksraadgebouw au début du XXe siècle

En 1918, le bâtiment a accueilli le Volksraad des Indes orientales néerlandaises, la principale chambre au niveau national incluant une représentation des natifs Indonésiens. Il reçut alors le nom de Volksraadgebouw (ou « bâtiment du Volksraad ») .
Avec la dissolution du Volksraad pendant l'occupation japonaise qui débuta en 1942, le bâtiment eut une nouvelle destination, celle d'accueillir le Comité préparatoire pour l'indépendance indonésienne (en indonésien Badan Penyelidik Usaha-usaha Persiapan Kemerdekaan Indonesia et en japonais Dokuritsu Zyunbi Tyoosakai)
Après la proclamation de l'indépendance, le bâtiment fut transféré au Département d'État puis au ministère des Affaires étrangères. Il fut renommé Gedung Pancasila (« bâtiment Pancasila ») le 1er juin 1964. Dans les années 1960, il fut utilisé pour l'éducation des aspirants diplomates. Aujourd'hui le bâtiment est utilisé principalement pour les cérémonies importantes du Ministère,.